# Cryptophycine
Die Cryptophycine sind eine Familie zum Teil stark cytotoxischer und antibiotisch wirksamer, makrocyclischer Depsipeptide.
Cryptophycine bestehen aus vier Bausteinen, zwei Amino- und zwei Hydroxysäuren. Einer der Hydroxysäure-Bausteine (Fragment A) ist polyketidischen Ursprungs und weist je nach Cryptophycin bis zu vier stereogene Zentren auf.

## Geschichte
Cryptophycine wurden das erste Mal 1990 beschrieben. R. Schwartz von Merck isolierte die Substanz Cryptophycin-1 aus Cyanobakterien der Gattung Nostoc. Die Verbindung zeigte eine starke abtötende Wirkung gegenüber Hefen der Gattung Cryptococcus, was zur Namensgebung führte.
Weiteres Interesse an dieser Verbindungsklasse weckten die Arbeiten von R. Moore, welche sich neben der Reinigung des Naturstoffs aus Cyanobakterien der Gattung Nostoc auch mit der Strukturaufklärung und dem Potential dieser Verbindungen zum Einsatz in einer Chemotherapie befassten.
I. Kitagawa von der Universität von Osaka entdeckte im Rahmen seiner Forschungen unabhängig von R. Schwartz und R. Moore Mitglieder derselben Peptidfamilie im Meeresschwamm Dysidea arenaria, welche er als Arenastatine bezeichnete. Er war der Erste, der die Struktur eines Vertreters dieser Verbindungsklasse aufklärte. D. Sherman von der Universität Michigan klärte die Herstellung der Cryptophycine in Nostoc auf.

## Eigenschaften
Cryptophycine besitzen teilweise eine außergewöhnlich hohe Zytotoxizität. Die IC-50-Werte erreichen dabei den niedrigen picomolaren Bereich und liegen damit erheblich unterhalb jener von Wirkstoffen mit vergleichbaren Wirkmechanismen wie beispielsweise Paclitaxel. Die Wirksamkeit von Cryptophycin-1 bleibt angesichts medikamentenresistenter Tumorzelllinien weitgehend erhalten und nahm im Versuch nur um den Faktor 6 ab, während sie bei Vinblastin um das 100-fache und bei Paclitaxel sogar um das 500-fache sank.
Wie bei Vinblastin und Paclitaxel beruht die Wirkung der Cryptophycine auf der Bindung an Tubulin. Cryptophycine stören dadurch die korrekte Ausbildung des Zytoskeletts und führen zur Apoptose. Ursächlich für die Wirksamkeit ist die dadurch hervorgerufene Veränderung der dynamische Instabilität der Mikrotubuli, wodurch ein korrekter Aufbau des Spindelapparats während der Mitose nicht mehr gewährleistet ist. Hierdurch wird die Zellteilung unterbrochen und die Zelle verharrt in einem Prometaphase/Metaphase-artigen Zustand, bevor die Apoptose eingeleitet wird und die Zelle stirbt.
Als Depsipeptide enthalten Cryptophycine hydrolyseempfindliche Esterbindungen, sowie die meisten biologisch aktiven Cryptophycine darüber hinaus eine hydrolyseempfindliche Epoxid-Funktion oder ein nur bedingt stabiles Derivat derselben, daher müssen sie bei Tier- und Menschenversuchen injiziert werden, um eine hinreichende Bioverfügbarkeit sicherzustellen.

## Gewinnung und Darstellung
Die Gewinnung aus Cyanobakterien der Gattung Nostoc und aus dem Meeresschwamm Dysidea arenaria war nur anfänglich von Bedeutung. Mittlerweile existieren eine Vielzahl chemischer Synthesen. Versuche zur biotechnologischen Produktion von Cryptophycinen wurden unternommen, fanden aber bislang keine weitere Verbreitung.

## Verwendung
Die Firma Eli Lilly untersuchte die Eignung verschiedener Cryptophcyine für die Chemotherapie von Krebserkrankungen in klinischen Studien der Phasen 1 und 2, deren Ergebnisse zwischen 2002 und 2006 veröffentlicht wurden. Bislang existiert noch kein Medikament auf Basis der Cryptophycin-Leitstruktur.